# 红光亮
红光亮，是指文革时期，尤其是1969年以前的红卫兵绘画，表现主旋律和时代精神的政治要求，在绘画造型语言上表现出来的特征。但是它的隐性影响，一直延续到文革以后，出现了形式语言的探索才真正结束。
- “红”是描绘领袖、英雄人物和工农兵群众的形象要强壮健康，红光满面；

- “光”是绘画技巧要求写实，逼真，光滑，工整；

- “亮”是画面必须明朗，充满阳光感，干净、漂亮、鲜艳，作品的倾向性鲜明，格调高昂，必须突出正面人物和主题的战斗性。

## 主要作品

### 文革初期
- 《东方红》
- 《毛主席去安源》（刘春华）
- 《你们要关心国家大事，要把无产阶级文化大革命进行到底》
- 《祖国山河一片红》

### 文革中晚期
- 《广阔天地新苗壮》（张绍武）
- 《步调一致才能得胜利》（高虹、彭彬、何孔德）
- 《渔港新医》（陈衍宁）
- 《女委员》（汤小铭）
- 《你办事，我放心》（彭彬、靳尚谊）等。

## 评价

### 正面评价
红光亮的艺术风格是特定历史时期下的产物，具有深刻的社会和文化影响。其在传达政治和社会信息方面极为有效，通过直接和明了的视觉语言，迅速与大众沟通，获得了广泛的社会共鸣。该艺术风格并非完全缺乏艺术性。在色彩搭配、光影运用，以及人物造型等方面，红光亮展示了不同的技巧和创新。其规范化的绘画思路和技巧也让更多基层文艺工作者能参与到人民文化事业中。在信息不发达和低文化背景的现实中，与学院派绘画相比，其普及性和可读性具有无可比拟的优势。
红光亮的作品反映了特定时代的文化和社会心态，具有坚实的群众基础。虽然具有强烈的政治倾向，但其直接和鲜明的特点也为后人提供了了解特定历史时期的窗口。这种艺术风格进一步推动了中国现代艺术的发展，为后来的艺术家和批评者提供了丰富的研究材料和独特的思路。
综合考虑，红光亮在社会动员、艺术创新和文化记录等方面的贡献是不可忽视的。它是一个多维度、具有深刻社会和文化意义的艺术形式与现象。

### 负面评价
这一以通俗易懂、喜闻乐见的形式描述乐观故事和美好生活，表现歌颂性时代主题、充当政治观念注脚的绘画路子，形成了固定的意识形态模式。文革绘画完全抹煞个人风格，完全割裂、屏弃了西洋、俄罗斯绘画（1950年代到1960年代的灰调子曾占据了中国学院绘画的主流）的艺术传统；甚至抹煞了绘画样式的规定性特征，无论油画、版画、国画、年画，均需遵循整齐划一的要求，其面貌也单调类同。
这种追求崇高豪迈、气势磅礴（实则矫揉造作、虚张声势）的视觉趣味、形式语言，表现为夸张的人物造型、舞台化的戏曲亮相组合，题材选择挖空心思地在政治上翻新并往社论语式上靠，主题先行的叙事型文学构图（强调戏剧性以营造虚假的现场幻觉），刻意营造所谓宏大（骄矜、硬撑）的史诗氛围，色彩倾向取消典型环境的多样性都偏向火红、响亮一路，笔触运用细碎平滑。其缺乏变化的媚俗模式，与文革的政治狂热、虚假煽情、夸张虚妄是一致的，同时它与建国以来农民画那种通俗朴素、光润、悦目的喜庆感、幸福感、阳光感、小康理想相贯通，即是政治显意识的刻意营造，又是集体无意识的自然流露。它的源头可以追溯到董希文著名油画《开国大典》（1953）那勾线+立体造型的年画式的在政治化和大众化的夹缝中萌动的时代画风。
其中不少在艺术禀赋上颇有才气、日后另辟蹊径的画家也仍然被限制在当时狭小的语言样式里，显得呆板木讷。